# 大雷根河

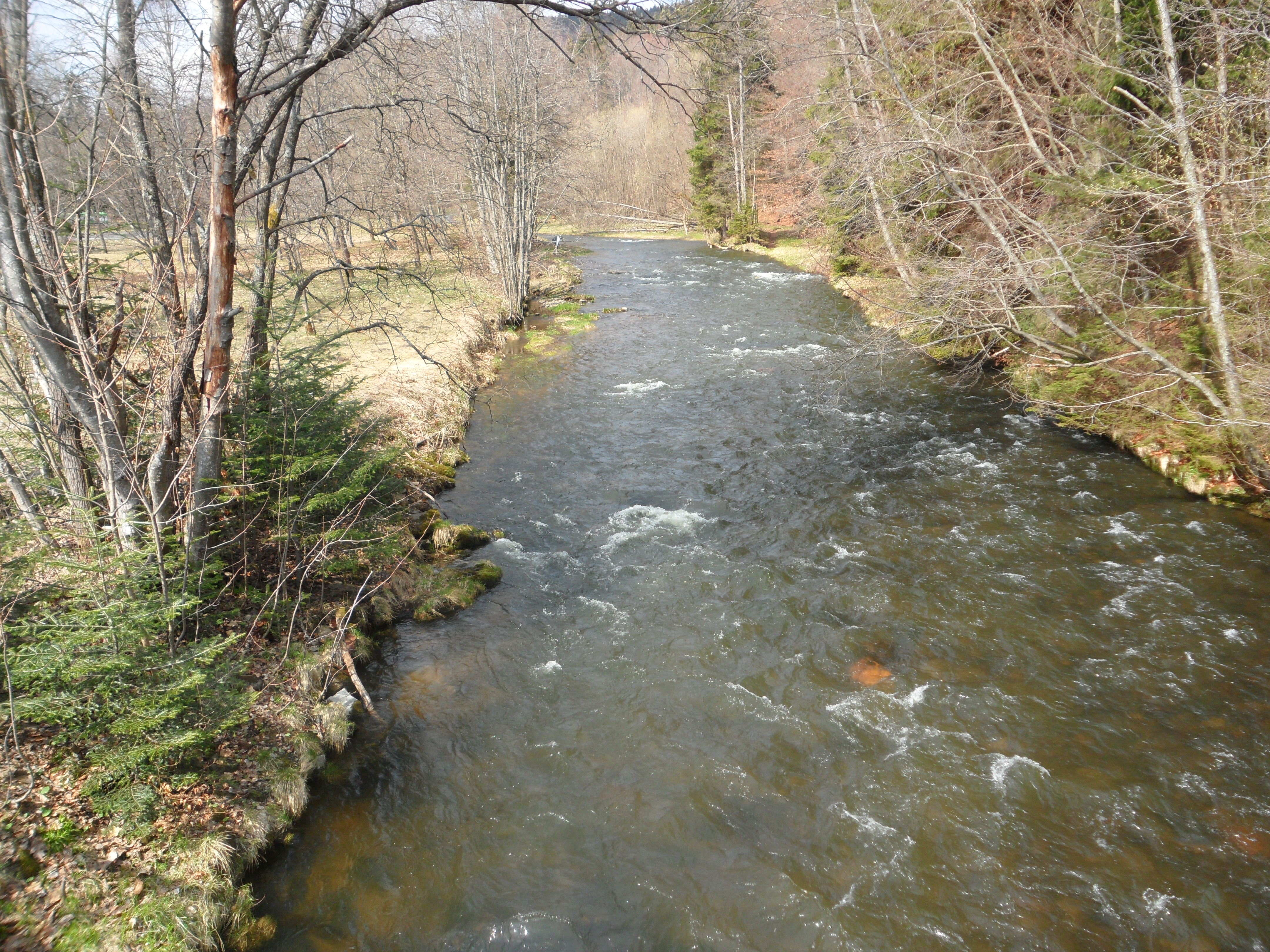
大雷根河

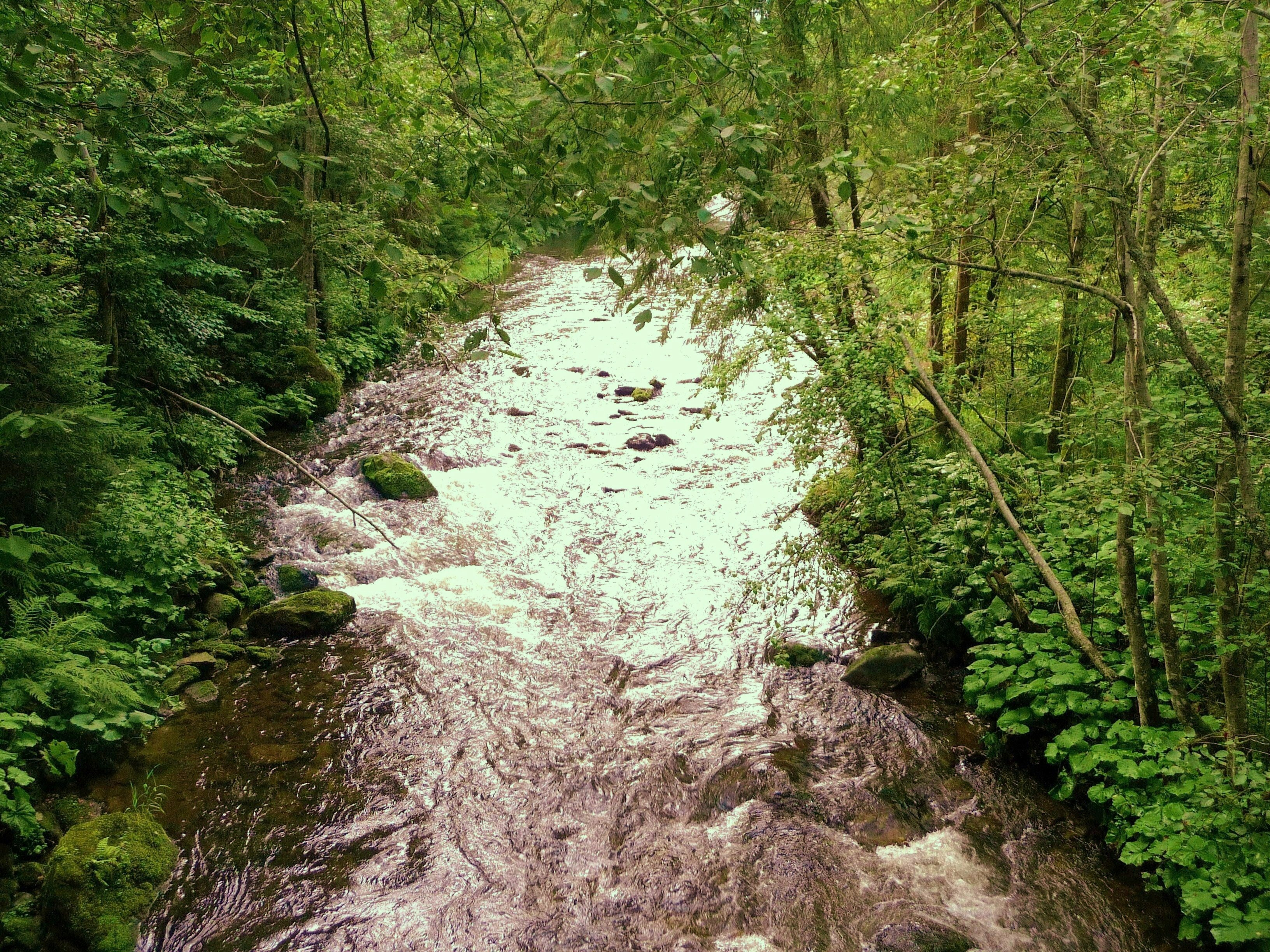
大雷根河

大雷根河（德語：Großer Regen），是德國的河流，位於該國東南部，由巴伐利亞負責管轄，河道全長23.8公里，流域面積176.4平方公里，在茨維瑟爾與小雷根河匯流成為黑雷根河。